# Індіра Байрамович
Індіра Байрамович — ромська активістка, яка проживає в Боснії та Герцеговині та є директоркою Асоціації ромських жінок з Тузли. Вона працювала над наданням матеріальної та психологічної допомоги ромським селам, а також виступала за рівні можливості для ромів у Боснії та Герцеговині упродовж останніх двох десятиліть. Зокрема, Байрамович зосередилася на приверненні уваги до труднощів, з якими стикаються незайняті ромські жінки та жертви домашнього насильства чи жорстокого поводження.

## Активістська діяльність
Асоціація Байрамович працює над забезпеченням продуктів харчування та гігієни, а також шкільного приладдя для маленьких дітей у ромських громадах. Крім того, асоціація допомагає з наданням приватних медичних оглядів для бідних жінок, зокрема для обстеження на рак молочної залози.
Під час пандемії COVID-19 влітку 2020 року Байрамович та її фонд співпрацювали з Жіночою ромською мережею Боснії та Герцеговини, Фондом громади Тузли та Міжнародним форумом солідарності Еммаус щодо надання допомоги та продовольства місцевим ромським громадам навколо Киселяка. Вона допомагала з координуванням розподілу кількох сотень страв на день волонтерами, а також кількох будівельних проектів, включаючи футбольне поле та реконструкцію пошкодженого каналу. 
Окрім надання допомоги ромським громадам під час пандемії, Байрамович також задокументувала наявні недоліки у сільській місцевості, які були підсилені пандемією. Вона відзначила меншу частку учнів ромських громад, які відвідують онлайн-уроки, збільшення рівня домашнього насильства та дискримінації в галузі охорони здоров'я. Вона особливо наголосила на відсутності тестування у цих сільських громадах.

## Політика
Байрамович балотувалася на посаду в міській раді Тузли як номер 9 у списку «Союз за краще майбутнє БіГ» (хорв. Savez za bolju futur Bosne i Hercegovine), однак не була обрана. Загалом балотувались 20 римських жінок, але жодна не була обрана радниками; балотувалися також 47 чоловіків-ромів, з яких 6 стали радниками. Вона пояснювала відсутність успіху жінок тим, що вони зосереджувались на громадській роботі, а не на видимій агітації. Вона також звинуватила розподіл голосів серед багатьох нових партій і закликала ромів об'єднатися за одним кандидатом, хоча її підбадьорила більша кількість ромів, які балотувалися на посаду, ніж у попередні роки.